# Кеята
Кеята (рум. Căiata) — село у повіті Вранча в Румунії. Входить до складу комуни Сіхля.
Село розташоване на відстані 146 км на північний схід від Бухареста, 19 км на південь від Фокшан, 69 км на захід від Галаца, 120 км на схід від Брашова.

## Населення
За даними перепису населення 2002 року у селі проживали 674 особи. Усі жителі села рідною мовою назвали румунську.
Національний склад населення села:
| Національність | Кількість осіб | Відсоток |
| -------------- | -------------- | -------- |
| румуни         | 659            | 97,8 %   |
| цигани         | 15             | 2,2 %    |